# Лукин, Александр Лукич
Александр Лукич Лукин (1882—1959) — советский археолог и краевед.

## Биография
Родился 16 марта 1882 года в городе Аренсбурге Российской империи, ныне Кингисепп Ленинградской области, на острове Сарема.
Мальчик рос в чужой семье в Виндаве (ныне Вентспилс) и в Риге. В одиннадцать лет поступил рабочим на посудную фабрику М. С. Кузнецова. Осенью 1895 года он сдал приемные испытания и поступил в Петербургскую военно-фельдшерскую школу, которую окончил в 1899 году. После чего служил фельдшером в Николаевском кавалерийском училище.
Осенью 1905 года Александр переехал в Абхазию, где вначале служил фельдшером в Сухуми, а затем, после ареста Серго Орджоникидзе, занял его место фельдшера в Гудаутской сельской больнице. До 1931 года А. Л. Лукин продолжал медицинскую службу, долгое время работал заведующим Гудаутским здравотделом. Проживая в Абхазии и знакомясь со своеобразным бытом абхазского народа, Александр Лукич увлёкся местной археологией и этнографией.
Ещё в 1907 году Александр Лукич начал собирать коллекцию, ставшую одним из основных источников по археологии Абхазской АССР. Широко известной коллекция стала в 1924 году, когда Лукин выступил с сообщением «О раскопочных материалах из Гудаутакого района», имевшем большое значение для развития научной работы в Абхазии. Он же был одним из инициаторов организации в 1922 году в Гудауте отделения Абхазского научного общества. В 1925 году, по поручению общества, обследовал место находки погребения бронзового века в урочище Аагста, северо-западнее Гудауты, собрал и передал в Сухумский музей богатый инвентарь этого погребения.
В 1936 году А. Л. Лукин передал в Эрмитаж бо́льшую часть собранных им к тому времени на территории Абхазии предметов эпохи бронзы и раннего железа. Был автором нескольких работ.
Умер 3 мая 1959 года в Гудауте Абхазской АССР.